# الغواصة الألمانية يو-86 (1941)
غواصة يو-86  غواصة يو ألمانية من الفئة السابعة بي بنيت لسلاح بحرية ألمانيا النازية كريغسمارينه، في أحواض بناء السفن فليندر فيرك خلال الحرب العالمية الثانية.